# Майк Мизанин
Майкъл Грегъри „Майк“ Мизанин, по-известен с псевдонима си Миз, е американски кечист и актьор. Състезава се в Световната федерация по кеч.

## Личен живот

### Училище
Мизанин е роден на 8 октомври 1980 г. Живее в Парма, Охайо и учи в „Normandy High School“. Капитан е на отбора по баскетбол, по-късно се включва в отбора по плуване. Помага за направата на училищния годишник, като в интервю за WWE дори показва, че го има на почти всяка страница.
Учи бизнес в Richard T. Farmer School of Business. Майк посещава часове по актьорско майсторство и посещава училища, представяйки се с мотивационни речи.

### ТВ кариера
Мизанин напуска колежа, в който учи бизнес, за да участва в 10-ия сезон на реалити шоуто The Real World (МТВ) през 2001 година. След това изявява желание да се включи и в други реалити програми.

## Кеч кариера

### Tough Enough (2004 – 2006)
През октомври 2004 година Мизанин се включва в 4-тия сезон на шоуто „Tough Enough“ (Достатъчно издръжлив), което дава на победителя договор за работа с WWE, но в този сезон победителят взима и 1 млн. долара. На 25 ноември 2004 година в мачове от типа „канадска борба“ Майк побеждава други 6 участници, като се класира за финалите. На PPV-то „Армагедон“ Мизанин се изправя лице в лице с Даниел Пудър в „Dixi Dogfigh“ (боксов мач). Стига се до нокаут и победата получава Пудър. На 16 декември 2004 г. в епизод на „Разбиване“ Даниел Пудър е обявен за победител в 4-тия сезон на шоуто от треньора Ал Шоу.
WWE изпраща Майк да тренира в Deep South Wrestling (DSW) с треньор Бил ДеМот. През юли 2005 участва в 2 дарк мача (т.нар. хаус шоута) за WWE, партнирайки си с изпратения заедно с него шампион на Tough Enough Мат Капотели. Трябва да се изправят срещу The Highlaunders (Роби и Рори МакАлистър). На 1 декември 2005 г. Мизанин се изправя срещу Майк Кнокс. Продължава да си партнира с Мат Капотели до втората част на 2005 година.

### Ohio Valley Wrestling (2006)
На 3 януари 2006 година е обявено, че Мизанин е изпратен да тренира и да се бие за OVW. На 18 януари 2006 г. Мизанин прави своят дебют като Миз в „Миз ТВ шоуто“, където говори зад кулисите. На 28 януари в шоу на OVW Миз се изправя в първия си самостоятелен мач срещу Рене Дюпри, но губи чрез отброяване.
На 8 февруари 2006 г. Миз и Крис Кейдж печелят OVW Southern Tag Team Championship в мач срещу Чет дъ Джет и Сет Скайфайър.

### „Разбиване“ (2006 – 2007)
На 7 март 2006 г. официалният сайт на WWE пуска видео, твърдейки, че Миз е бил начело на „Разбиване“ през април. Мизанин всъщност се опитва да направи своя дебют на 21 април 2006 г. в епизод на „Разбиване“, но му е забранено да влиза на арената с Палмър Канон, който му казва, че мачът е бил „отменен“ и го изкарва от помещенията.
На 31 май 2006 г. WWE.com обявява, че Миз ще служи като „гост“ на Разбиване. Миз дебютира като водещ на 2 юни 2006 г. за обявяване на планирани мачове в началото на шоуто. Други „водещ“ задължения са интервюта зад кулисите със звездите и домакин на бикини конкурса. От началото на юли Миз, заедно с Ашли Масаро, е домакин на ежегодния конкурс „Търсенето на Дива“ спонсориран от двете шоута – Първична сила и Разбиване. След края на „Търсенето на Дива“, Миз се включва ексклузивно в Разбиване, приемайки вида на хийл, като започна вражда на ринга с победа над Татанка през септември 2006 в епизод на Разбиване. След тази победа той, заедно с коментатора Майкъл Кол, започва да твърди при всяка възможност, че той е „непобедим“, въпреки че участва само в пет мача през следващите два месеца, след като побеждава суперзвезди като Мат Харди, Фунаки и Скоти Ту Хоти.
В същото време започва вражда с победителката от „Търсенето на Дива“ Лейла Ел, стигайки се до това Миз да помага на Кристъл да победи Лейла в различни състезания. Скоро обаче Миз и Кристъл се оказват преследвани от Бугимен. Това започва вражда, в която Бугимен слага край на победната серия на Миз по време на събитието през декември – Армагедон.
След кратко отсъствие от телевизията, Миз се завръща в Разбиване, като е домакин на шоуто „Телевизия „Миз“. След неуспех с шоуто, Миз се връща на ринга с по-интензивен стил и започва отново със серия победи. На 11 юни 2007 в епизод на Първична сила, Мизанин се изправя срещу Снитски в мач за определяне на Драфт избор за Разбиване. Снитски лесно побеждава Миз, но след непрекъснато нападение към Миз след края на мача, реферът променя решението си и Миз получава победата, което позволява на Разбиване да получи нова звезда в шоуто си чрез Драфт-а. Човекът който бива Драфт-нат (прехвърлен) към Разбиване се оказва Крис Мастърс.

### ECW (2007 – 2009)
На 17 юни 2007 година Миз бива Драфт-нат (прехвърлен) към ECW. През първите няколко седмици Миз предава зад кулисите, говорейки за мачовете в своето ново кратко видеошоу – Miz TV Crashes ECW. Миз прави своя дебют на 10 юли в епизод на ECW в мач срещу Нунзио, който Миз печели. Extreme Exposé (Кели Кели, Лейла Ел и Брук) решават да възнаградят Миз с танц в скута, а по-късно дори стават негови мениджъри. Мез се спречква с Balls Mahoney, след като Кели Кели се влюбва в него на екрана. На 2 октомври се оказва, че Миз има договор с Кели Кели, Лейла и Брук и Миз използва това, за да спре Кели Кели да излиза с Balls Mahoney. Гласува се Миз да се изправи срещу СиЕм Пънк за ECW Championship, но Миз губи мача. На 16 ноември в епизод на Разбиване Миз и Джон Морисън се изправят срещу МВП и Мат Харди за WWE Tag Team Championship – Миз и Морисън печелят, а Миз по този начин печели своята първа титла за WWE.
През февруари 2008 г. Миз и Морисън създават свое шоу с подкрепата на WWE, в което те говорят, обиждат и коментират суперзвездите и всичко случващо се, наречено The Dirt Sheet.

### 2009
На WWE Драфт 2009 година Миз се изправя срещу Кофи Кингстън, но поради намеса на Джон Морисън (който се опита да бутне Кофи от горното въже) Миз е дисквалифициран. Тогава Драфт-Пика се оказва Миз и той прегръща Морисън, но после го предава и му прави Reality Check (Проверка на реалността) Миз започва враждата си със Джон Сина, имитирайки го, докато Сина не го победи на The Bash. Гост мениджърът Джеръми Пивън прави мач Миз срещу Сина и ако Миз загуби му е забранено да се появява в RAW. Миз губи мача, но седмица по-късно той се завръща с маска като Calgary Kid с нов Финишър Skull Crushing Finale и победи Юджийн в договор на стълб мач. Миз печели и си маха маската. Седмица по-късно Миз дебютира с нови гащи като победи Евън Борн и заяви, че ще вземе U.S титлата от Кофи Кингстън. Биг Бен е гост Главен мениджър и Миз го помоли за мач за U.S титлата, Биг Бен му каза, че ако загуби трябва да каже „Аз съм Миз и съм ужасен“. Миз спечели титлата и започна да враждува с бившия си партньор Джон Морисън. Миз го победи на Bragging Rights и Survivor Series

### 2010
Миз е победител в изданието „Money in the bank“ през 2010 година. Горд с постижението си Миз се самообявява като „Страхотен“ и заедно с протежето си от NXT Алек Райли нападат най-различни звезди.
Миз бива поканен в шоуто на WWE – NXT като треньор и представител на Алекс Райли, който по-късно през същата година подписва договор с Миз, за негов личен асистент. Миз урежда редица мачове на Райли, който за благодарност му помага да печели своите и същевременно му носи куфарчето, а и извън шоуто багаж и лични пренадлежности. По-късно през годината Миз успява успешно да използва договора в куфарчето, изправяйки се срещу тогавашния шампион на федерацията – Ренди Ортън, който минути преди това е участвал в мач.

### 2011
След турнира в „Елиминационна клетка“ в началото на 2011 година Джонс Сина печели възможността на КечМания 27 да се изправи срещу шампиона на федерацията – Миз. По време на КечМания, подкрепян от Алекс Райли, а и с негова помощ Миз запазва титлата си. Ерата на Миз като шампион приключва, след като губи мач в стоманена клетка на турнира „Екстремни правила“ срещу Джон Морисън и Джон Сина – победител всъщност е Джон Сина. Още в следващия епизод на Първична сила Миз се изправя в мач за титлата срещу ветеранът Джон Сина и с помощта на Алекс Райли печели мача, когато Райли оставя титлата в края на ринга, а малко след това занимава съдията, когато Миз удря Джон Сина с титлата. 1-2-3 и Миз печели, но по време на радостта и поздравленията между Рали и Миз, титлата отхвърча от ръцете на шампиона и реферът отменя решението си, обябявайки Джон Сина за победител и нов шампион на Федерацията. В следващия епизод се започва напълно нова война. Миз излиза заедно с протежето си Алекс Райли на ринга, набеждавайки него за единствената причина той да не е шампион в този момент. Използвайки много наскърбителни думи срещу Райли, Миз го удря (бута) през лицето, казвайки му, че му е писнало от него и той е уволнен. Ядосаният Алекс Райли напада своя учител и приятел, пребивайки го и разкъсвайки скъпия му костюм. Миз избягва от залата през публиката с невярващ поглед. Дни след това Райли бива отново назначен на работа, но вече като Суперзвезда от шоуто, а не като протеже на Миз. Дългогодишният приятел на Миз, Майкъл Кол вика Райли на ринга в едно от следващите предавания, питайки го как смее да постъпва по такъв начин с човека, сбъднал мечтата му да бъде кечист. Райли се смее в лицето на Кол, а след като бива наречен „копеле“ го напада крещейки „Аз му носих чантите!“. Миз излиза на ринга, нападайки в гръб бившия си най-добър приятел и ученик, но Райли отново надделява. Развълнувани от случващото се, продуцентите решават да уредят мач на Райли и Миз – Райли печели. И така в още 3 мача по най-различни случаи, в които винаги Райли е победител. В едно от специалните издания на Първична сила, с гостуващ ГМ „Ледения“ Стив Остин, Миз излиза на ринга, викайки Ледения да му се извини заради постъпката си на един от изминалите мачове на Миз, където Остин е гост съдия. Невярващият на това, което е чул, Остин излиза на ринга, обсипвайки с куп обиди Миз – коментирайки външния му вид и изявите му. Миз бива предупреден и изгонен от залата, като Ледения му казва, че щом желае да говори, то тогава ще го направи, но в Шоуто на Гайдаря. В Шоуто на Гайдаря Роди Пайпър, Миз и Райли са принудени да си изяснят ситуацията, но нелепото и самоуверено държание на Миз му коства мач срещу Пайпър със залог 5 хиляди долара от личните му спестявани. Гост съдия в мача е Алекс Райли и поради спречкване между Миз и Райли, Пайпър успява да тушира Миз и да вземе парите. Миз и Райли попадат в групичката, която ще се бие на 17 юли в поредното издание на „Money in the bank“. Ядосан от факта, че протежето му и начинаещ кечист като Райли участва в подобен мач – Миз и Райли се изправят в мачове от най-различни видове в Хаус шоутата, които биват организирани от WWE в почти всеки един ден от седмицата. Миз няма победи над Райли. Преди да се състои турнира за договора в куфарчето, а и през цялата година, Миз не спира да напомня на феновете на федерацията, че той е бил веднъж победител и дори твърди, че и тази година отново ще спечели. На турнира „Money in the bank“ Миз почти печели куфарчето, когато бива изблъскан от върха на стълбата и пада лошо, наранявайки десния си крак. Миз крещи от болка, а реферите и лекарите го изкарват от залата. Малко преди Дел Рио да спечели Миз се завръща в залата и се изкачва по стълбата, но отново бива свален. Оставайки без шампион, Световната федерация по кеч и най-вече Първична сила обявяват, че ще се водят мачове за определянето на новия шампион на федерацията. В първия рунд Миз трябва да се изправи срещу Алекс Райли. Разбралият за нараненото му коляно Райли напада Миз, обработвайки през цялото време крака му. До последните секунди Райли надделява над Миз, но по чудо Миз успява да събере сили и да приложи Смазващ Черепа Финал на Алекс Райли, с което печели първия рунд (като е първият класирал се за втори рунд). Във втори рунд Миз трябва да се изправи срещу Кофи Кингстън, но Миз отново успява да печели и отива на финала. Оказва се, че Миз трябва да се изправи срещу Рей Мистерио за титлата на федерацията, но поради изминали събития Винс МакМеън уговаря мача за следващия епизод, който да бъде излъчен на 25 юли 2011 година.

### 2012
След раздялата му с R-Truth, Миз започва самостоятелна кариера, като се класира за мачове за титлата на WWE, но само ги губи. На Кеч Мания 28, благодарение на него, Отбор Джони побеждават и Джон Лоуренайтис става генерален мениджър на Разбиване и Първична сила. Следва серия от загуби при Миз, след което спира да се появява по шоута. Завръща се юли месец на турнира Money In The Bank с нова визия след заснемане на филма The Marine 3, който е на пазара в началото на 2013. В същата нощ се класира в мача за WWE Championship Money In The Bank contract, който е спечелен от Джон Сина. Следват няколко мача и на RAW 1000 Миз побеждава Christian за интерконтиненталната титла. На Разбиване я защитава срещу него, а после я защитава успешно на SummerSlam и Night of Champions. Стартирано е и новото шоу наречено MizTV. На Main Event Миз приема да защитава титлата срещу Kofi Kingston. На следващия Main Event губи титлата от него, като на Hell In A Cell пак губи от него като залогът е титлата. За Survivor Series става част от Отбор Пънк, но на следващия епизод на Raw напуска по желание, защото е отвратен от Пол Хеймън и поведението на CM Punk. Накрая става член на Отбор Фоули и това е началото на неговия face turn. В Main Event той и Зиглър си уреждат мач за следващата седмица. На следващата седмица той губи от Зиглър. На турнира Survivor Series е елиминиран от Дел Рио. На следващия Raw побеждава David Otunga чрез Skull Crushing Finale, а на Smackdown е отново водещ на MizTV, като специален гост е Джон Сина.

### 2014
През 2014 г. февруари Миз сключва брак с канадката и бивша кечистка Марис Оулет.

## В кеча

### Въвеждаща песен
- Jim Johnston – Reality (2006 – 2009)
- Downstait – I came to play (януари 2010)

### Прякори
- Миз
- Майк
- Страхотният
- Най-гледаната суперзвезда
- Господин „Г-н Договора в Куфарчето“

### Мениджъри
- Кени Болин
- Рони Джона
- ОДБ
- Лейла
- Кели Кели
- Брук
- Близначките Бела
- Ники Бела
- Алекс Райли
- Р-Труф
- A.J. Lee
- Деймиън Сандау
- Марис
- Бо Далас
- Къртис Аксел
- Шейн Макмеън
- Джон Морисън

### Завършващи хватки
Завършваща хватка
- Смазващ Черепа Финал (Skull Crushing Finall)
- Цифрата 4 (Figure Four)

Стандартни
- Булдог (Bulldog)
- Вратотрошач (Neckbreaker)
- Гърботрошач (Backbreaker)
- Падащ лист (Dropkick)
- Саблен удар (Clothesline)
- Ъперкът (Uppercut)
- Десен удар (Right American Jab)
- Суплекс (Suplex)
- Де-Де-Те (DDT)

### Титли и постижения
- Deep South Wrestling
  - Шампион в Тежка Категория на DSW (1 път)
- Ohio Valley Wrestling
  - Отборен шампион на Южния OVW (1 път) – с Крис Кейдж
- Pro Wrestling Illustrated
  - Най-мразеният Кечист на годината (2011)
  - Най-добрият Кечист на годината (2016)
  - PWI 500 го класира номер 1 от топ 500 единични кечисти през 2011
- World Wrestling Entertainment/WWE
  - Шампион на WWE (2 пъти)
  - Интерконтинентален шампион на WWE (8 пъти)
  - Шампион на Съединените щати на WWE (2 пъти)
  - Отборен шампион на Първична сила на WWE (4 пъти) – с Джон Морисън (1), Грамадата (1), Джон Сина (1), и Деймиън Сендау (1)
  - Отборен шампион на Разбиване на WWE (2 пъти) – с Шейн Макмеън (1) и Джон Морисън (1)
  - Световен Отборен шампион (2 пъти) – с Джон Морисън (1) и Грамадата (1)
  - Г-н Договора в Куфарчето (Първична сила 2010;Елиминационна клетка 2021)
  - 25-и шампион на Големия шлем
  - 5-и Гранд Слами шампион
  - Слами награди (2 пъти)
    - Отбор на годината (2008) – с Джон Морисън
    - Best WWE.com Exclusive (2008) Черния – Лист – с Джон Морисън
- Wrestling Observer Newsletter
  - Най-добрият Кечист (2008, 2009)
  - Отбор на годината (2008) – с Джон Морисън
  - Победител в 1-ви сезон на Mixed Match Challenge с Аска
  - Първият кечист,печелил Големия шлем 2 пъти